# Cinaethon
Cinaethon van Sparta of Kinaethon van Lacedaimon (Oudgrieks: Κιναίθων) is een oud-Grieks episch dichter en een van de schrijvers van de zogenoemde cyclische epen.
Volgens Eusebius van Caesarea zou hij zijn hoogtepunt gehad hebben rond de eerste olympiade, dus rond 764/763 v.Chr. Op zijn naam zouden een Oedipodea (Οἰδιπόδεια) (over de gebeurtenissen rond Oedipus), een Kleine Ilias (Ἰλιὰς μικρά) (een aanvulling op het werk van Homerus), een Telegonie (Τηλεγόνεια) (Over Telegonus, de zoon van Odysseus en Circe) en een Heracleia (Ἡράκλεια) (Over de afstamming en gebeurtenissen rond de held Heracles). Zoals gewoonlijk bij de cyclische epen zijn al deze werken verloren gegaan op een paar fragmenten na die Pausanias in zijn werk opneemt en is ons dan ook enorm weinig overgeleverd over de auteur zelf. De stijl zal waarschijnlijk een nabootsing van Homerus geweest zijn en in het Dorische dialect of een schrijftaal met veel Dorische elementen.
- Gemeinsame Normdatei: 100979912
- International Standard Name Identifier: 0000 0000 1211 679X
- Nederlandse Thesaurus van Auteursnamen: 069746931
- Réseau des bibliothèques de Suisse occidentale: 02-A000036545
- Système universitaire de documentation: 247028142
- Virtual International Authority File: 47119576
- WorldCat: E39PBJr3Brq9vyqXCQfVghVV4q